# ビレット (紋章学)

ビレット
Argent, a billet Gules.

ビレット（英: Billet、仏: Billette）は、紋章学における縦に細長い長方形のチャージである。サブオーディナリーに分類される。

## 解説

ビレッティー
Argent billetty Gules.

ビレットの形状は、建築材料の煉瓦を表現したものという説があるが、羊皮紙の巻物であるとか、ビレットがフランス語でくだけた短い書簡を意味することから書面にした手紙であるとか、その名前のとおり柱の基礎となる鉄板や金属片、棒切れや焚き木を表現したものだという説もあり、いずれも定説にはなっていない。ビレットを横に倒したものをビレット・クーシェ (Billet couchés) といい、
正方形のビレットをスクウェア・ビレット (Square billet) と呼ぶことがある。

### ビレッティー
ビレッティー（英: Billetty, Billety, Billeté, Billettée、仏: Billetté）は、無数のビレットをフィールドに散らした模様のことである。数や位置を指定せずに、見えない斜め格子の上に置くようなセミー (Semy 又は Semé) と呼ばれる配置をするが、フィールドの形に合わせたり、他のチャージと重ならないように多少散らし方を変えてもビレッティーと認識できれば問題にはならない。セミー・オブ・ビレッツ (semé of billets) と記述しても同じ図柄になる。

## 適用例

ナッサウ家の紋章
Azure billetty Or, a lion Or armed and langued Gules.

ビレットを用いた紋章で有名なものに、ドイツ西部に発し、神聖ローマ皇帝も出した家系であるナッサウ家の紋章がある。珍しいものでは、フィールドではなく、チャージとして置かれているライオンの上に更にビレットを散らしたイングランド・ヨークシャーのアンスケテル・バルマー (Ansketell Bulmer of Yorkshire) の紋章がある。